# Delphacodes bohemani
Delphacodes bohemani är en insektsart som först beskrevs av Stsl 1858.  Delphacodes bohemani ingår i släktet Delphacodes och familjen sporrstritar. Inga underarter finns listade i Catalogue of Life.